# La Scapigliata
La Testa di fanciulla (detta La Scapigliata) è un dipinto a terra ombra, ambra inverdita e biacca su tavola (24,7x21 cm) di Leonardo da Vinci, databile al 1508 circa e conservato nella Galleria nazionale di Parma.

## Storia
Il dipinto, un'opera su tavola finita e forse “incompiuta”, resta avvolto nel mistero per quanto riguarda la datazione, la provenienza e la sua destinazione. Viene ricordato per la prima volta in un inventario di casa Gonzaga del 1627 come "un quadro dipintovi la testa di una donna scapigliata, bozzata, [...] opera di Leonardo da Vinci". Probabilmente era la stessa opera che Ippolito Calandra, nel 1531, suggeriva di appendere in camera di Margherita Paleologa, moglie di Federico Gonzaga e nuora di Isabella d'Este.
Ancora più anticamente, nel 1501, ci si riferisce alla tavola in una lettera della nobildonna a Pietro da Novellara, datata 27 maggio, in cui la marchesa richiedeva a Leonardo una Madonna per il suo studiolo privato.
La datazione dell'opera, che si trova nella Galleria parmense dal 1839, ha visto alternarsi numerose ipotesi. Inizialmente venne avvicinata ad altri lavori incompiuti in gioventù da Leonardo, quali l'Adorazione dei Magi e il San Girolamo; a un'analisi stilistica più approfondita si è poi optato, in prevalenza, per una datazione legata alla piena maturità dell'artista, vicina alla Vergine delle Rocce di Londra o al Cartone di Burlington House (Carlo Pedretti, che propose il 1508). Si è anche ipotizzato che l'opera possa essere uno studio per la Leda col cigno ora perduta.
A inizio del XIX secolo il dipinto si trovava nella raccolta privata del pittore parmense Gaetano Callani, il cui figlio Francesco la vendette in seguito all'Accademia di Belle Arti, poi Galleria Nazionale. L'attribuzione a Leonardo da parte della critica è quasi pressoché unanime, con l'eccezione di Corrado Ricci, direttore della Galleria Nazionale che, in un catalogo del 1896, avanzò l'ipotesi che fosse opera dello stesso Callani, e di Wilhelm Suida (1929) che la ritenne di scuola.

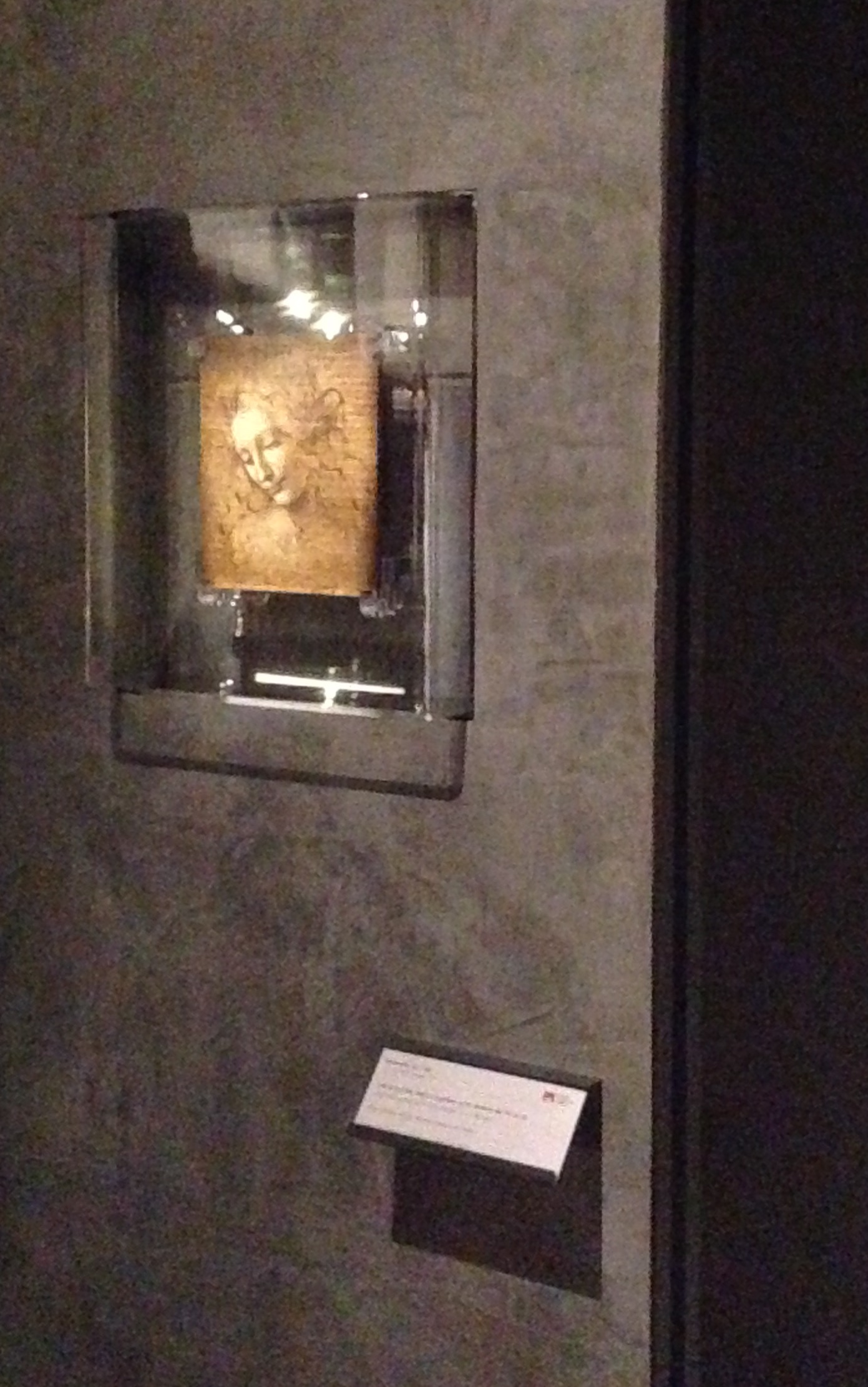
Collocazione presso la Galleria Nazionale di Parma

## Descrizione e stile
È ritratta una testa femminile che si staglia con vividezza dallo sfondo, con un accenno delle spalle, voltata di tre quarti verso sinistra e reclinata verso il basso e i capelli scompigliati.
I lineamenti sono dolcissimi, le palpebre socchiuse, il naso leggermente pronunciato, le labbra morbide serrate che vagheggiano un lieve sorriso e il mento è arrotondato. 
Il forte chiaroscuro steso sul viso con lumeggiature esalta il rilievo scultoreo del volto delicato dalla vibrante capigliatura, scomposta ad arte in ricci mossi.
L'immagine rievoca gli studi di Leonardo sui “moti dell'animo”, uno dei principi chiave della sua poetica.